# ダモンゴ
ダモンゴ（英語: Damongo）はガーナの町である。サバンナ州の州都である。人口は14,442人（2000年国勢調査）。

## 概要
モレ国立公園に近く、途中にララバンガの町がある。
東に約130km行った場所にタマレの町がある。

## 出身者
- ジョン・ドラマニ・マハマ - ガーナの政治家、ガーナの元大統領。